# 香港證券交易所
香港證券交易所（英語：Hong Kong Stock Exchange Limited，英語簡稱：HKSE），在其營運期間中文簡稱港交所，俗稱香港會，是香港最早成立的證券交易所，這間第一代「港交所」自1947年起長期在英屬香港獨市經營，直至1969年12月遠東交易所開業才結束其於香港證券交易市場的壟斷地位，1986年其與當時香港的另外三間證券交易所合併為簡稱「聯交所」的香港聯合交易所，香港證券交易所亦是現時香港交易所的初始前身。

## 歷史概要
香港的證券交易歷史可追溯至19世紀。1891年，「香港經紀協會」成立，是香港首個正式的證券交易市場，該從事證券交易的協會於早年被華人俗稱為「香港會」。1914年，該會易名為「香港經紀商會」。1921年，「香港股份商會」註冊成立，屬香港第二間交易市場。1945年香港重光後，兩個證券交易市場於1947年合併成為「香港證券交易所」，簡稱「港交所」，不過因為其前身「香港經紀商會」及「香港股份商會」由來已久，所以這間港交所在坊間仍被俗稱為「香港會」。
當時的香港證券交易所主要由歐裔的英籍人士管理，上市公司多屬英資企業，主要是洋行及1960年代或以前的香港本地大企業，多為在香港處於其行業龍頭或具有壟斷地位的公司，如太古洋行、怡和洋行、香港置地、九龍倉集團、牛奶公司、香港電車、九龍巴士、中華汽車、中華電力、香港中華煤氣及東亞銀行等。1970年12月2日，香港證券交易所董事會核准羅李淑芬女士為首位女會員。

## 四會合併
七三股災的經驗顯示數間證券交易所同時運作會帶來監管困難的各種問題，也不利於香港金融市場的長遠發展，故此港府提議四間交易所組成聯合交易所。1974年，香港證券交易所、遠東交易所、金銀證券交易所及九龍證券交易所，這四間交易所同意協調運作，組成香港證券交易所聯會。1970年代中期，港府安排四間證券交易所為合併進行談判，最終於1970年代末期明朗化，四間交易所同意聯合組成一間交易所。立法局於1980年通過《證券交易所合併條例》，並賦予合併後組成的一間交易所壟斷香港所有股票交易的權利，香港聯合交易所於同年成立，四間證券交易所開始為合併組成聯合交易所展開籌備工作。1986年4月2日，香港證券交易所與香港當時另外三間證券交易所正式合併為「香港聯合交易所」，簡稱「聯交所」，根據合併協議，包括香港證券交易所在內的四間證券交易所於當日結束營運，由新成立的「聯交所」繼承，而香港聯合交易所於2000年改組為香港交易所。